# Bosque
Bosque — свободный язык программирования с открытым исходным кодом, разработанный Microsoft. Bosque вдохновлён синтаксисом и системой типов TypeScript, а также семантикой ML и NodeJS/JavaScript. Целью разработки языка было повышение качества программного обеспечения и повышение производительности труда разработчиков.

## Описание
Bosque был разработан специалистом по информатике Microsoft Research Марком Марроном. Автор описывает этот язык как попытку выйти за рамки модели структурного программирования, ставшей популярной в 1970-х. Парадигма структурного программирования, в которой управление потоком выполнения осуществляется с помощью циклов, условных операторов и подпрограмм, стала популярной после публикации в 1968 году статьи компьютерного учёного Эдсгера Дейкстры «Go To Statement Considered Harmful». Маррон считает, что мы можем добиться большего, избавившись от таких источников сложности, как циклы, изменяемое состояние и ссылочное равенство. Результатом раскрытия этой идеи Маррона и является Bosque, представляющий парадигму программирования, которую Маррон в своей статье назвал «регуляризованным программированием». Спецификация Bosque, синтаксический анализатор, средство проверки типов, эталонный интерпретатор и поддержка IDE выпущены под лицензией MIT и доступны на GitHub.

## Примеры
Сложение двух чисел
```
function add2(x: Int, y: Int): Int {
    return x + y;
}

add2(2, 3)     //5
add2(x=2, y=3) //5
add2(y=2, 5)   //7

```